# Puente de Tromsø
El puente de Tromsø (en noruego: Tromsøbrua) es un puente de carretera en ménsula situado en la ciudad de Tromsø, condado de Troms og Finnmark, Noruega. Cruza el estrecho de Tromsøysundet entre Tromsdalen en la península y la isla de Tromsøya. El puente tiene una longitud de 1036 m y tiene 58 arcos, de los cuales el más largo abarca 80 m con una altura máxima para el tráfico marítimo de 38 m.

## Historia
La construcción empezó en 1958 y el puente se abrió al tráfico en 1960. Cuando se inauguró era el puente más largo en Europa del norte.  Con un coste de 14.5 millones de coronas, el puente reemplazó una ineficiente conexión de transbordador entre los dos lados del estrecho y ayudó a aumentar el crecimiento y desarrollo de Tromsø. Debido a problemas de congestión del tráfico, en los años 1990 se reforzó la conexión de carretera con la construcción del túnel de Tromsøysund. A diferencia del túnel, situado casi 3 km más al norte, el puente de Tromsø conecta el centro de la ciudad de Tromsø.
El puente de Tromsø fue el primero en ménsula construido en Noruega. Desde entonces, se han construido muchos puentes de este tipo en el país. El puente es uno  de los iconos de Tromsø, y forma parte de un conjunto compuesto por la Catedral Ártica, la montaña Tromsdalstinden, y el puente de Tromsø. En 2000, la dirección del patrimonio cultural protegió el puente frente a modificaciones. En 2005 se levantó una valla de unos dos metros y medio, y siete años más tarde, la autoridad de carreteras de Noruega planeó añadir vallas a muchos otros puentes para impedir suicidios.

## Galería de imágenes

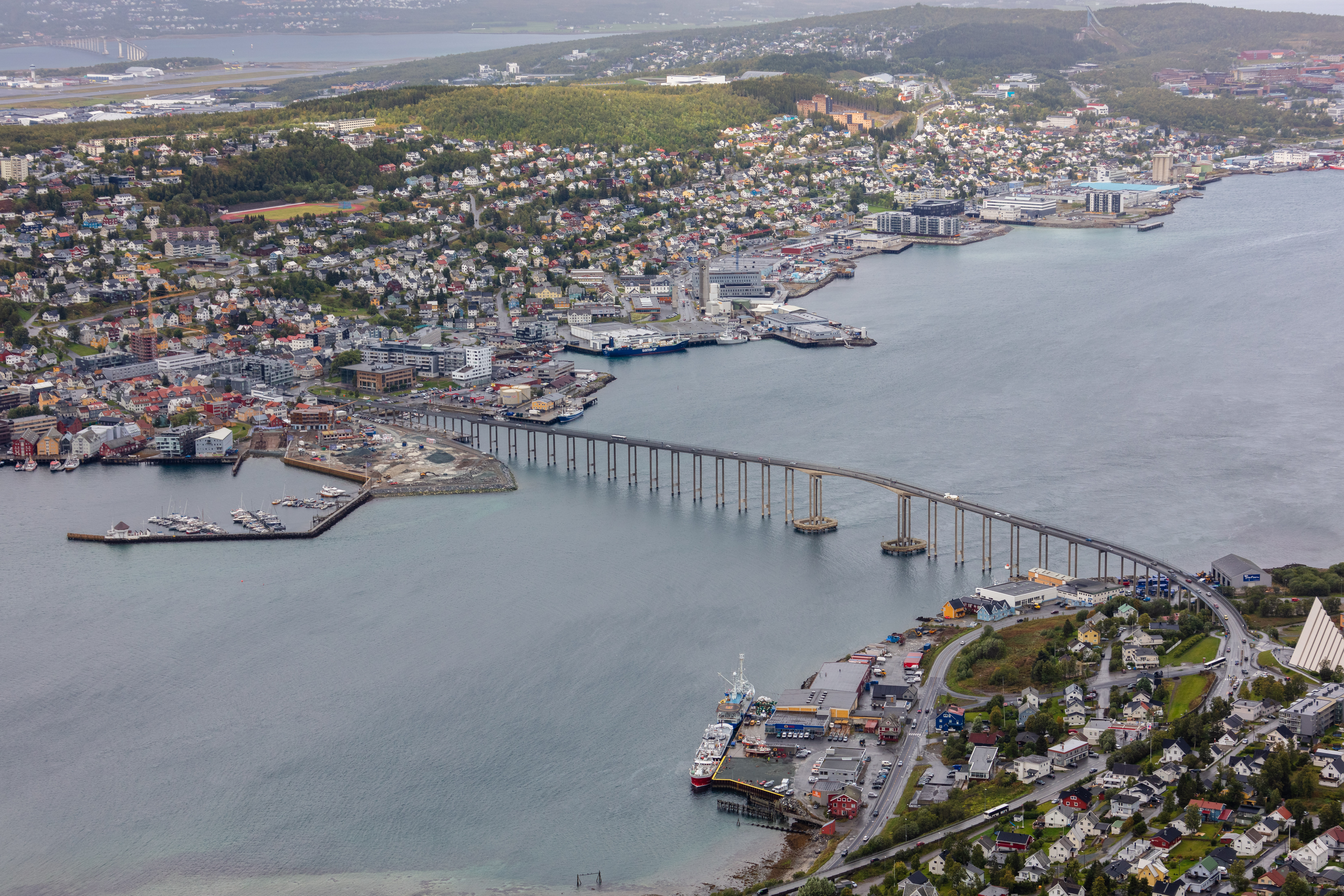
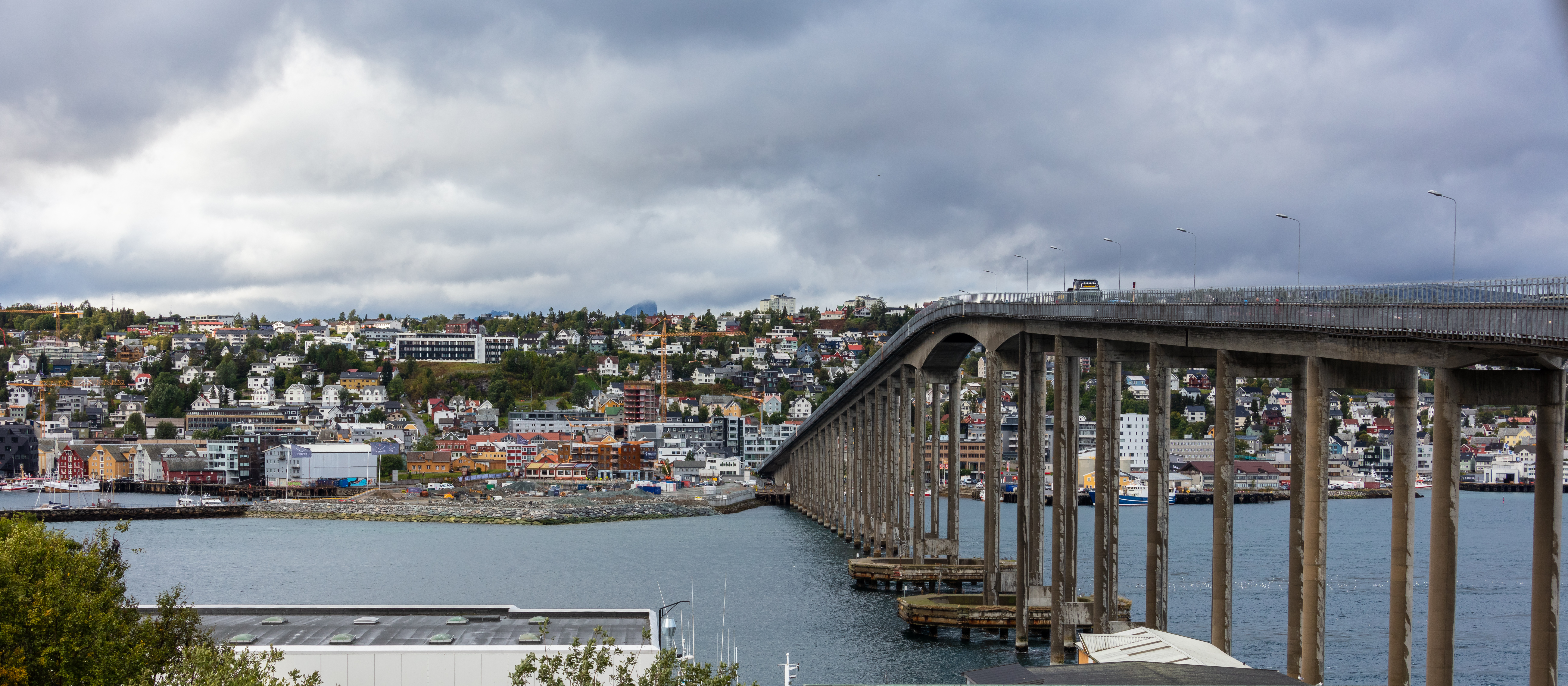
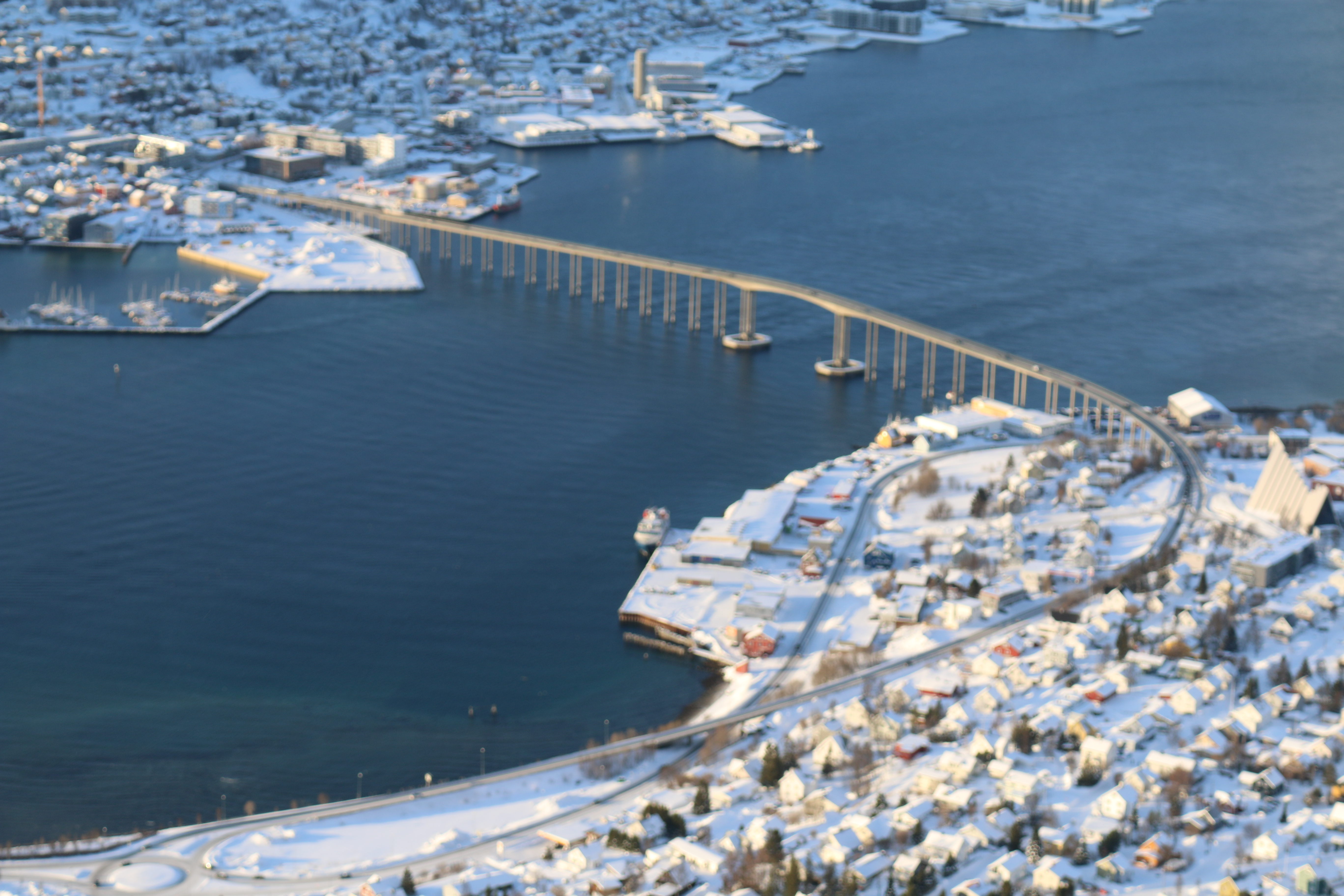